# A tea íze
A tea íze (茶の味), egy 2004-ben bemutatott színes japán filmdráma. Katsuhito Ishii készítette a filmet. Egyaránt volt a rendezője, vágója, operatőre és forgatókönyvírója is.

## Tartalom
A Haruno család életét mutatja be. A tinédzser Hajime szerelmi gondokkal küszködik. Húga, Sachiko állandóan képzeletbeli ikertestvérét látja, akitől nem tud megszabadulni. Nobu az apa, hipnotizőr, aki családját is kezeli. Yoshiko, az anya animációs rajzoló. Otthon munkálkodik szuperhősének kidolgozásán. A nagybácsi pedig még mindig nem jutott túl volt szerelme emlékén. Ők élnek együtt és mind álmaik megvalósítására törekszenek. A film cselekménye lassú, fontos hangsúlyt helyez a képi ábrázolásra, a japán táj bemutatására.

## Szereplők
| Szerep         | Színész         | Magyar hang |
| -------------- | --------------- | ----------- |
| Sachiko Haruno | Maya Banno      | lány        |
| Hajime Haruno  | Takahiro Sato   | fiú         |
| Ayano Haruno   | Aszano Tadanobu | nagybácsi   |
| Yoshiko Haruno | Satomi Tezuka   | anya        |
| Nobuo Haruno   | Tomokazu Miura  | apa         |
| Akira Todoroki | Tatsuya Gashuin | nagypapa    |
| Ikki Todoroki  | Ikki Todoroki   |             |
| Akira Terako   | Tomoko Nakajima |             |

## Külső hivatkozások
- Hivatalos oldal
- A tea íze a PORT.hu-n (magyarul)
- A tea íze az Internet Movie Database-ben (angolul)
- A tea íze a Rotten Tomatoeson (angolul)
- A tea íze a Box Office Mojón (angolul)